# Storia del Burkina Faso

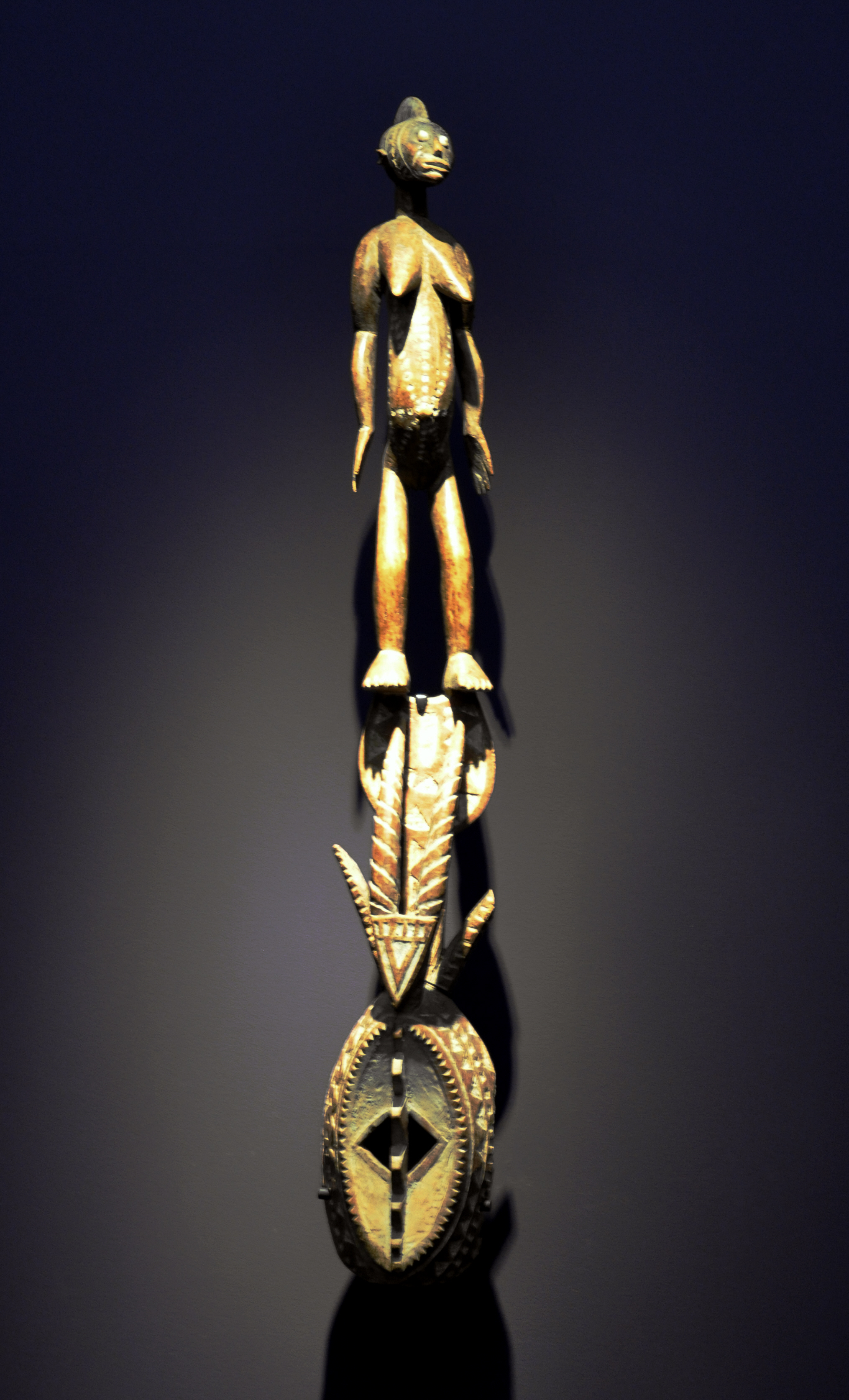
Maschera Karan Wemba del popolo dei Mossi

## Preistoria
Come gran parte delle nazioni dell'Africa occidentale, il Burkina Faso era abitato dai primi uomini delle popolazioni di cacciatori e raccoglitori di bacche nella parte nord-occidentale della regione in un'epoca databile tra il 12000 a.C. e il 5000 a.C. ed i loro strumenti (raschiatoi, scalpelli e punte di freccia) sono stati scoperti nel 1973.
Alcuni insediamenti apparvero tra il 3600 a.C. ed il 2600 a.C. con la costruzione di fattorie di cui sono rimaste tracce evidenti.
L'utilizzo di materiali come il ferro, la ceramica e la pietra liscia si svilupparono tra il 1500 a.C. e il 1000 a.C., in concomitanza con il sorgere di una coscienza religiosa come testimoniato dai resti di alcune sepolture cerimoniali.

## Prima della colonizzazione
Sino alla fine del XIX secolo questa regione fu dominata dalla cultura dei regni mossi, fondati da popolazioni migrate dal Ghana settentrionale (dove attualmente ancora esiste il gruppo etnico dei Dagomba ad essa ricollegabile). Per secoli i Mossi furono una popolazione di agricoltori e guerrieri e grazie alla loro potenza riuscirono a sconfiggere tutti i tentativi apportati dai musulmani provenienti da nord-ovest di convertire la regione all'Islam.
Sono state trovate anche tracce della cultura Dogon soprattutto nelle regioni centrali, centro-settentrionali e occidentali, ma questi insediamenti vennero poi abbandonati tra il XV secolo e il XVI secolo per colonizzare le cime del Bandiagara. Sparsi un po' ovunque nella regione sud-occidentale del Burkina-Faso si trovano resti di alte muraglie ma nulla ancora è stato possibile ricostruire dei loro edificatori.
Tra il XV ed il XVI secolo il Burkina Faso fu un importante crocevia economico per l'Impero Songhai.

## Il periodo coloniale

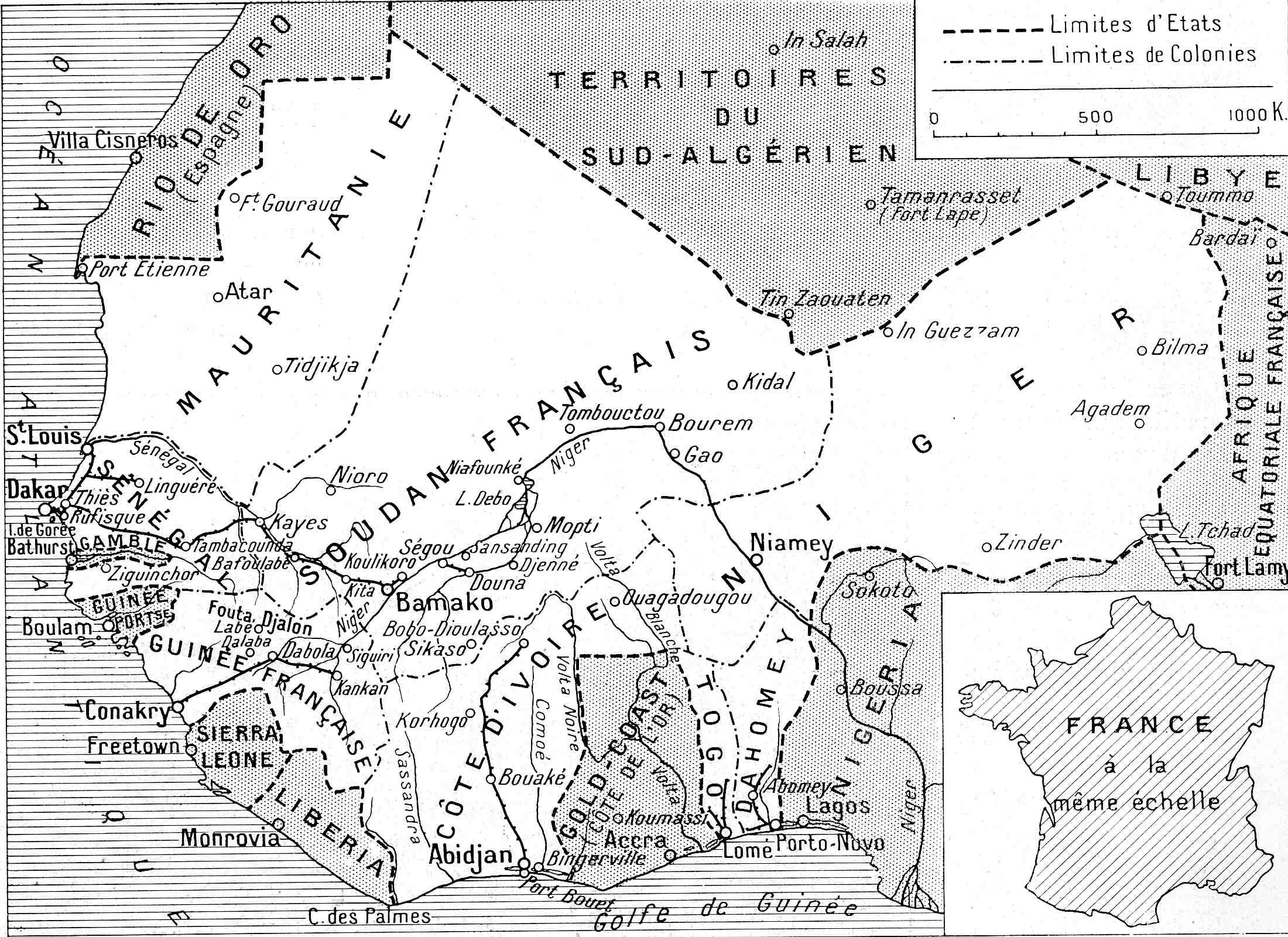
Mappa dell'A.O.F. nel 1936, quando il Burkina Faso fu aggregata alla Costa d'Avorio

Nel 1896 i regni Mossi vennero conquistato dai francesi con la presa della capitale Ouagadougou e divenne un protettorato francese. Nel 1898 venne conquistata gran parte del territorio che avrebbe in seguito costituito l'attuale Burkina-Faso.
Nel 1904 questi territori vennero integrati nell'Africa Occidentale Francese nel cuore dell'Haut-Sénégal-Niger.
Durante la prima guerra mondiale i suoi abitanti combatterono nei battaglioni francesi e nel 1919 la regione divenne una colonia separata. Il 1º marzo 1919 François Charles Alexis Édouard Hesling divenne il primo governatore della nuova realtà coloniale dell'Alto Volta che venne disgregata il 5 settembre 1932 divenendo parte territoriale di Costa d'Avorio, Mali e Niger ma già nel 1937 essa venne ricostituita con il nome di Alto Costa. Dopo la seconda guerra mondiale la popolazione Mossi fece pressione per tornare una colonia autonoma e il 4 settembre 1947 l'Alto Volta tornò nuovamente ad esistere. Con le successive elezioni, la ricostituita colonia poté mandare i propri rappresentanti all'Assemblea nazionale (i primi eletti furono Henri Guissou, Mamadou Ouédraogo e Nazi Boni).
Il 23 luglio 1956 la Francia iniziò a riorganizzare le proprie colonie d'oltremare cominciando ad assegnare loro un maggiore grado di autonomia. Questo processo terminò l'11 dicembre 1958 quando l'Alto Volta divenne una repubblica autonoma all'interno del territorio coloniale francese.

## L'indipendenza
Il 5 agosto 1960 l'Alto Volta ottenne la piena indipendenza ed elesse come primo Presidente della Repubblica Maurice Yaméogo, leader del movimento politico Union démocratique voltaïque (UDV).
La costituzione del 1960 prevedeva l'elezione di un presidente e di un'assemblea generale tramite suffragio universale con una durata di cinque anni. Appena giunto al potere, tuttavia, Yaméogo bandì tutti i partiti politici tranne l'UDV e il suo governo si protrasse fino al 1966 quando, a seguito di una massiccia protesta popolare soprattutto da parte di studenti e classi lavoratrici, un colpo di Stato depose Yaméogo.
La giunta militare che depose Yaméogo era guidata dal colonnello Sangoulé Lamizana che divenne il nuovo capo di Stato, sospendendo la Costituzione e l'Assemblea Nazionale. La sua giunta militare restò al potere per quattro anni, e il 14 giugno 1970 una nuova elezione a suffragio universale ratificò una nuova costituzione che prevedeva un periodo di transizione verso il governo civile di quattro anni.
Lamizana rimase al potere per tutti gli anni '70 come capo di un governo misto di militari e civili ed approvò una nuova Costituzione nel 1977 venendo rieletto con libere elezioni nel 1978.
Il 25 novembre 1980 un nuovo colpo di Stato militare guidato dal colonnello Saye Zerbo depose Lamizana ed istituì un Comitato Militare di Salvezza Nazionale come suprema autorità di governo che annullò la Costituzione promulgata nel 1977.
Tuttavia anche il governo del colonnello Zerbo venne a sua volta destituito il 7 novembre 1982 da un nuovo colpo di Stato guidato dal maggiore Jean-Baptiste Ouédraogo e dal Consiglio di Salvezza Nazionale (CSP). Pur continuando a negare la Costituzione e a bandire tutti i partiti politici, la nuova giunta del CSP promise una fase di transizione per il ritorno alla guida civile del paese ed una nuova Costituzione.
All'interno del CSP sorsero presto dei conflitti intestini tra i moderati e la fazione radicale guidata dal capitano Thomas Sankara che venne eletto Primo Ministro nel gennaio 1983. Le lotte di fazione all'interno del CSP e la politica di sinistra di Sankara portarono presto al suo arresto ed il movimento sorto in tutto il paese per il suo rilascio portarono ad un nuovo colpo di Stato guidato dal capitano Blaise Compaoré il 4 agosto 1983.
Dopo il colpo di Stato lo stesso Sankara formò il Consiglio Nazionale della Rivoluzione (CNR) del quale si elesse egli stesso Presidente. Al fine di mobilitare le masse al suo programma politico, Sankara istitutì parallelamente dei consigli politici denominati Comitati per la Difesa della Rivoluzione i cui membri mantenevano segreta la propria identità. Ancora attualmente poco si sa sui componenti di questi direttorati tranne il fatto che la sua leadership era capitanata da intellettuali di inclinazione politica marxista-leninista.
Il 4 agosto 1984 l'Alto Volta cambiò denominazione chiamandosi Burkina Faso, ovvero Terra di uomini integri, nome con il quale Thomas Sankara intendeva infondere nella popolazione un sentimento di partecipazione attiva alle sue iniziative per un salto di qualità verso la modernità del suo paese, cercando nel contempo di attuare un vero e proprio strappo culturale e politico con il passato.
Il 25 dicembre 1985 la tensione con il Mali per il controllo dei giacimenti minerari della Striscia di Agacher portarono il Burkina Faso ad uno scontro diretto che durò circa cinque giorni ed ebbe come conseguenza la morte di circa 100 persone; le ostilità ebbero termine grazie all'intervento di mediazione del Presidente della Costa d'Avorio Félix Houphouët-Boigny e viene ricordato in Burkina Faso come la guerra di Natale.
Secondo i suoi detrattori i tentativi di riforme strutturali tentati da Sankara implicarono decisive e strette misure di austerity che minarono enormemente la sua popolarità e la sua figura carismatica agli occhi della popolazione e del suo stesso movimento politico. Per moltissimi Africani, tuttavia, Sankara è ancora oggi un mito, capace di vaccinare in 3 settimane oltre metà dei bambini del Paese contro febbre gialla, meningite e morbillo, di portare avanti con determinazione (anche usando le maniere forti) programmi sanitari e di scolarizzazione, di combattere la corruzione e gli sprechi della politica, primo leader africano ad avviare progetti contro la desertificazione e a trattare con l'Occidente per la cancellazione del debito estero dei Paesi africani nonché primo leader ad aver denunciato il diffondersi della piaga dell'AIDS in Africa. Durante il governo Sankara tutti i principali indici della qualità della vita migliorarono sensibilmente.
Il 15 ottobre 1987 Thomas Sankara venne assassinato a Ouagadougou durante un colpo di Stato guidato da alcuni ufficiali dell'esercito, alla testa del capitano Blaise Compaoré (poi presidente del Burkina Faso fino al 2014), compagno di lotta e braccio destro di Sankara.
Blaise Compaoré, insieme al capitano Henry Zongo ed al maggiore Jean-Baptiste Boukary Lengani composero un triumvirato al comando del Fronte Popolare il cui scopo era di continuare l'opera rivoluzionaria e rimediare alle deviazioni di Sankara dagli obiettivi originari rivoluzionari.
Per assicurarsi l'adesione al nuovo governo della classe media del paese, il triumvirato abbandonò gran parte delle misure economiche populiste di Sankara e accettarono in una nuova coalizione politica sorta nel 1989 alcune formazioni non marxiste.
A questa iniziativa si oppose l'Organisation pour la Démocratie Populaire/Mouvement du Travail (ODP/MT) ed il 18 settembre 1989, mentre Compaoré si trovava in una visita diplomatica in Asia gli altri due membri del triumvirato, Lengani e Zongo, vennero arrestati con l'accusa di voler rovesciare il Fronte Popolare; dopo essere stati sommariamente accusati di tradimento e condannati vennero giustiziati la stessa notte dell'arresto.
Dopo il suo ritorno Compaorè riorganizzò un nuovo governo tenendo per sé la carica di Ministro della Difesa e della Sicurezza.